# Cost accounting

Le cost accounting (littéralement la comptabilité des coûts) est, en management, le fait de trouver et évaluer les différents processus pouvant être mis en œuvre pour résoudre une même tâche au sein d'une entreprise. Son but est de fournir les informations qui permettront au manager de choisir la méthode la plus appropriée, donc la moins coûteuse et la plus efficace. L'évaluation de ces coûts n'est pas forcément monétaire, elle peut être humaine, matérielle ou encore temporelle.